# Paraphnaeus zanzibarensis
Paraphnaeus zanzibarensis är en fjärilsart som beskrevs av Smith 1889. Paraphnaeus zanzibarensis ingår i släktet Paraphnaeus och familjen juvelvingar. Inga underarter finns listade i Catalogue of Life.